# Disney's Aladdin (videojuego de Virgin Games)
Disney's Aladdin es un videojuego de plataformas basado en la película de 1992 del mismo nombre desarrollada por Virgin Games USA. El juego fue lanzado por Sega para Sega Genesis el 11 de noviembre de 1993 como uno de varios juegos basados en la película, incluido otro juego que fue lanzado en el mismo mes por Capcom para Super NES.
El juego es uno de los juegos de Genesis más vendidos con cuatro millones de copias vendidas. También recibió una serie de puertos adaptados para otras plataformas, como la NES, Game Boy, y las computadoras Amiga y DOS.

## Jugabilidad
Disney's Aladdin es un juego de plataformas de desplazamiento lateral en el que el jugador controla a Aladdin en todos los escenarios y una historia basada en la película homónima. Las principales formas de ofensiva de Aladdin contra los personajes enemigos son una cimitarra para ataques cortantes de corto alcance y manzanas que se pueden lanzar como munición de largo alcance. Las manzanas son un recurso finito, pero se pueden recolectar en abundantes cantidades durante el juego. La salud de Aladdin está indicada por un rastro de humo que emana de la lámpara del Genio en la esquina superior izquierda de la pantalla. El camino se acorta cada vez que Aladdin es dañado por un enemigo o un peligro ambiental. La salud se puede restaurar recolectando Genie Hearts azules esparcidos por los niveles. Si Aladdin se queda sin salud, se perderá una vida. Los jarrones azules dentro de los niveles actúan como puntos de control desde los cuales Aladdin será revivido si había pasado uno antes de perder una vida. Se pueden recibir vidas extra recolectando iconos dorados con la forma de la cabeza de Aladdin escondidos en los niveles. Si se pierde la última vida de Aladdin, el juego termina prematuramente. La cantidad de vidas y manzanas con las que Aladdin está equipado al comienzo del juego está determinada por el nivel de dificultad, que se puede ajustar en el menú principal. Aparte de las manzanas, Aladdin puede recolectar gemas, que se pueden intercambiar con un vendedor ambulante en cada nivel para obtener vidas y "deseos" adicionales. Los deseos le permiten al jugador continuar el juego desde el nivel actual después de perder su última vida en lugar de tener que comenzar de nuevo desde el principio. En ocasiones, se pueden encontrar y activar "bombas inteligentes" en forma de lámparas negras, lo que resultará en la eliminación de todos los enemigos en pantalla.
Si el jugador recolecta una o más Fichas Genie y supera un nivel, el jugador será llevado a la "Máquina Bonus Genie", un minijuego basado en la suerte en el que presionar un botón recompensa al jugador con un premio aleatorio que consiste en una gema, cinco manzanas o una vida extra. La cantidad de Fichas Genie recolectadas en un nivel determina la cantidad de rondas que se pueden jugar en el minijuego. Cuando el jugador se quede sin Genie Tokens o si aterriza en una imagen de Jafar, el minijuego terminará. Si el jugador recoge un Abu Token en dos niveles, un nivel de bonificación con el mono mascota de Aladdin, Abu, como personaje del jugador, iniciará el seguimiento de la máquina de bonificación del genio. En estos niveles, el jugador debe maniobrar a Abu de izquierda a derecha para recolectar gemas, manzanas y vidas extra que caen al suelo mientras evita ollas, rocas, guardias de palacio y otros peligros. Si Abu entra en contacto con un peligro, el nivel de bonificación finaliza.

## Desarrollo
El desarrollo del juego comenzó en enero de 1993, con un equipo de diez animadores trabajando en los cuadros de animación, lo que lo convirtió en el primer videojuego en utilizar animación dibujada a mano. Luego, el trabajo se envió a las instalaciones de Virgin en California para ser digitalizado. El juego utilizó animación tradicional, que fue producida por animadores de Disney bajo la supervisión del personal de animación de Virgin, incluido el productor de animación Andy Luckey, el director técnico Paul Schmiedeke y el director de animación Mike Dietz, utilizando un proceso interno "Digicel" para comprimir los datos en el cartucho. Virgin recibió la fecha límite de octubre de 1993 para completar la producción, coincidiendo con el lanzamiento del video casero de la película; este plazo dejó a Virgin con aproximadamente tres cuartas partes del tiempo normal para construir un juego. El juego presenta algunos arreglos musicales de la película, junto con piezas originales compuestas por Donald Griffin y Tommy Tallarico. El juego se presentó en el Summer Consumer Electronics Show de 1993. El presupuesto para el lanzamiento del juego fue de USD 250,000 por Jeffrey Katzenberg.

### Ports
El Amiga y DOS se basaron en la versión Mega Drive/Genesis, con música y efectos de sonido mejorados. Los puertos de Game Boy y Nintendo Entertainment System, que son similares entre sí, están significativamente alterados con respecto a la versión original, y faltan elementos de la versión original en ambas versiones, incluidos los niveles de bonificación "Inside The Lamp" y Abu. La versión de Game Boy es compatible con Super Game Boy. Estas versiones del juego fueron desarrolladas por NMS Software, (una compañía de corta duración que fue fundada por ex empleados de Elite) que portó otros juegos como Cool Spot y Pinocchio en Game Boy. El port de Game Boy Color, desarrollado por Crawfish Interactive y publicado por Ubi Soft en 2000, es más fiel al port de génesis, con más cosas que se conservan del original mientras que todavía falta algo de contenido. Se planeó una versión en Sega CD de Aladdin, pero nunca se inició el desarrollo oficial.
Las versiones Genesis, Game Boy y Super Game Boy del juego se incluyeron junto con The Lion King como parte de Disney Classic Games: Aladdin and The Lion King, lanzado para Nintendo Switch, PlayStation 4, Xbox One y Microsoft Windows el 29 de octubre de 2019. La colección también incluye la demostración comercial de la versión Genesis.

### Secuela
En una sesión de "Devs Play" con Double Fine en 2014, Louis Castle, cofundador de Westwood Studios y que más tarde trabajó en The Lion King, reveló que el estudio había lanzado un segundo juego de Aladdin que habría presentado sprites 3D pre-renderizados. aproximadamente al mismo tiempo que el juego de Amiga Stardust y un año antes de su uso en Donkey Kong Country, pero el proyecto fue descartado por Disney.

## Recepción
En el lanzamiento, Famicom Tsūshin puntuó a la versión Génesis de Aladdin con un 35 de 40. El juego fue galardonado como Mejor Juego Génesis de 1993 por Electronic Gaming Monthly. También le otorgaron el premio a la Mejor Animación. El juego fue revisado en 1994 en Dragon #211 por Jay & Dee en la columna "Eye of the Monitor". Ambos revisores le dieron al juego 5 de 5 estrellas. Mega colocó el juego en el puesto número 12 en sus mejores juegos de Mega Drive de todos los tiempos.
Levi Buchanan de IGN le dio al juego un 8/10, calificando el juego como "un juego de plataformas que demostró que el Génesis, mientras envejecía, todavía era bastante capaz de una gran jugabilidad y un arte encantador".
El juego vendió cuatro millones de copias en todo el mundo, lo que lo convierte en el tercer juego de Sega Genesis más vendido de todos los tiempos, después de Sonic the Hedgehog y Sonic the Hedgehog 2.